# Югово (Бурятия)
Ю́гово — село в Прибайкальском районе Бурятии. Входит в сельское поселение «Таловское».

## География
Расположено в 40 км к западу от районного центра, села Турунтаево, на левобережье реки Селенги, в 1 км к югу от её главного русла, по южной стороне федеральной автомагистрали Р258 «Байкал». В 1 км к юго-востоку от села находится центр сельского поселения посёлок станции Таловка и одноимённая ж/д станция на Транссибирской магистрали.

## История
Одно из старейших сёл Забайкалья. Основано в конце XVII — начале XVIII века на вотчинных землях Селенгинского Свято-Троицкого монастыря. В 1930-х годах образован колхоз «Новый путь». В послевоенное время — отделение совхоза «Прибайкальский». В 1990—2000-х годах в селе располагались центральные ремонтные мастерские СПК «Прибайкальский».

## Население
| 2002 | 2010 |
| ---- | ---- |
| 457  | ↘428 |

## Инфраструктура
Дом культуры, библиотека, детский сад, фельдшерско-акушерский пункт.

## Достопримечательности

### Храм в честь Сошествия Святого Духа на апостолов
Храм в честь Сошествия Святого Духа на апостолов — православный храм, относится к Улан-Удэнской епархии Бурятской митрополии Русской православной церкви.